# Christiane De Veuster
Christiane (Chris) De Veuster (Heist-op-den-Berg, 27 juli 1961) is een Belgisch politica voor de CD&V.

## Levensloop
Na het secundair onderwijs te hebben doorlopen, studeerde ze een jaar ('79-'80) psychologie aan de Katholieke Universiteit Leuven. In 1981 startte ze studies maatschappelijk assistente aan de Katholieke Hogeschool te Brussel, alwaar ze in 1984 afstudeerde. Hierop aansluitend startte ze in mei 1985 als consulente bij de Christelijke Mutualiteit in de regio Mechelen-Turnhout.
Ze was tussen 2013 en 2 juli 2015 burgemeester van de Belgische gemeente Putte. Ze werd op 14 oktober 2012 verkozen met 2.818 voorkeurstemmen en volgde daarmee Peter Gysbrechts (Open Vld), na 12 jaar, op. Haar partij CD&V is de grootste partij met 36,2% van de stemmen. Samen met N-VA vormde zij het gemeentebestuur van Putte. 
In 2015 werd de gemeente echter driemaal "onbestuurbaar" verklaard. Coalitiepartner N-VA en oppositiepartij Open Vld werden hierin echter tweemaal teruggefloten door de Raad van State. In juni 2015 werd door Open Vld en N-VA een nieuwe coalitie gevormd. De Veusters voorganger Gysbrechts werd zo opnieuw burgemeester.